# Іліаді Олексій Іванович
Олексій Іванович Іліаді (нар. 2 лютого 1945, Грузинська РСР) — радянський грузинський футболіст, півзахисник. Майстер спорту СРСР (1964).

## Життєпис
Етнічний грек. Вихованець сухумського «Динамо», перший тренер — Анастас Харлампович Тріандафіліді. У чемпіонаті СРСР грав за «Динамо» Тбілісі (1963—1967, 1968—1971) та «Торпедо» Кутаїсі (1967). 1972 року грав у другій лізі за «Металург» (Руставі), де по завершенні сезону закінчив кар'єру гравця.
У 1969 став бронзовим призером чемпіонату СРСР. Фіналіст Кубку СРСР 1970 року.

## Досягнення

### Клубні
«Динамо» (Тбілісі)
- Вища ліга України
  -  Чемпіон (1): 1969

- Кубок СРСР
  -  Фіналіст (1): 1970

### Відзнаки
- Майстер спорту СРСР (1964)